# خواهران مگدالن
خواهران مگدالن (انگلیسی: The Magdalene Sisters) فیلمی به کارگردانی پیتر مولان است که در سال ۲۰۰۲ منتشر شد. از بازیگران آن می‌توان به جرالدین مک‌ایوان اشاره کرد.
این فیلم موفق شد جایزهٔ شیر طلایی جشنواره فیلم ونیز را از آنِ خود کند.

## خلاصه
در سال 1946 در اسکاتلند. صومعه ی به نام ماگدالین پذیرای دختران جوان و سرکشی ست که خانواده هایشان در صدد اصلاح آنها هستند. خیلی از دخترها را در این مکان به بهانه ی «گناهانی» نامعلوم محبوس شده اند و فیلم، حکایت تعدادی از این دخترها است...